# Pavonia flavispina
Pavonia flavispina là một loài thực vật có hoa trong họ Cẩm quỳ. Loài này được Miq. mô tả khoa học đầu tiên năm 1849.